# Birch Hill (Wisconsin)
Birch Hill es un lugar designado por el censo ubicado en el condado de Ashland en el estado estadounidense de Wisconsin. En el Censo de 2010 tenía una población de 293 habitantes y una densidad poblacional de 182,76 personas por km².

## Geografía
Birch Hill se encuentra ubicado en las coordenadas 46°31′15″N 90°33′20″O / 46.52083, -90.55556. Según la Oficina del Censo de los Estados Unidos, Birch Hill tiene una superficie total de 1.6 km², de la cual 1.6 km² corresponden a tierra firme y (0%) 0 km² es agua.

## Demografía
Según el censo de 2010, había 293 personas residiendo en Birch Hill. La densidad de población era de 182,76 hab./km². De los 293 habitantes, Birch Hill estaba compuesto por el 3.75% blancos, el 0% eran afroamericanos, el 93.17% eran amerindios, el 0% eran asiáticos, el 0% eran isleños del Pacífico, el 0% eran de otras razas y el 3.07% pertenecían a dos o más razas. Del total de la población el 4.1% eran hispanos o latinos de cualquier raza.